# 松平直行
松平 直行（まつだいら なおゆき）は、出雲母里藩の第5代藩主。直政系越前松平家母里藩分家5代。

## 生涯
宝暦4年（1754年）10月2日、第3代藩主・松平直員の次男として生まれる。母里騒動後の明和4年（1767年）2月20日、兄で第4代藩主の直道の養子となる。閏9月26日に兄が隠居したため家督を継ぐ。しかし父時代からの財政難で、借金を繰り返したといわれる。
寛政4年（1792年）10月27日、家督を娘婿で養子の直暠に譲って隠居する。文政12年（1829年）1月5日に死去、享年76。